# 63 Ausonia
63 Ausonia è un grande asteroide della Fascia principale. La sua composizione è probabilmente una miscela di silicati, ferro e nichel.
Ausonia fu scoperto il 10 febbraio 1861 da Annibale de Gasparis dall'Osservatorio astronomico di Capodimonte, Napoli. Ausonia è un antico termine usato per indicare la provincia di Reggio Calabria, e per estensione poetica, l'Italia (vedi anche l'asteroide 477 Italia). È significativo il fatto che a distanza di un mese, il 17 marzo 1861, venne proclamato il Regno d'Italia.
Nel 1985, basandosi sui dati ricavati dalla curva di luce del pianetino, un team di astronomi italiani ha ipotizzato la presenza (non confermata) di un satellite, di dimensioni pari a 90 x 60 x 55 km e orbitante a 100 km da Ausonia.
Fa parte della famiglia di asteroidi Vesta.